# ابوجلفة
أبوجلفة هي قرية تقع في ولاية الجزيرة بالسودان، ضمن محلية شرق الجزيرة، وتبعد حوالي 13 كيلومترًا شرق مدينة رفاعة. تُقدّر مساحتها بحوالي 5 كيلومترات مربعة، ويبلغ عدد سكانها نحو 6000 نسمة حسب لجنة التغيير والخدمات ²⁰²⁰. تُعد من القرى النشطة على الصعيدين الثقافي والاقتصادي في المنطقة.

## اسماء أخرى
أبوجلفا و أب جلفة

## الموقع الجغرافي
تقع القرية في شرق ولاية الجزيرة، وتحدها عدة قرى:
- شرقًا: البلعلاب
- شمال شرق: أم عشة
- شمالًا: أم تلاتة وأم القرى
- غربًا: العوايدات وقرية الغابة
- جنوبًا: المزارع وامتداد الغابة
- جنوب شرق: الجلابيس والحدبات

ويُعد حي الطالباب امتدادًا شرقيًا للقرية، ويُقدر عدد سكانه بنحو 650 نسمة (2020).

## النشاط الاقتصادي
يعتمد سكان أبوجلفة على الزراعة التقليدية، وخاصة الزراعة المطرية في الأراضي الواقعة جنوب القرية. كما تشتهر بصناعة السكاكين (الحدادة)، ويُقام فيها سوق أسبوعي نشط يوم الجمعة.

## التعليم
تضم القرية عددًا من المؤسسات التعليمية، من بينها:
الأساسي والمتوسط:
- مدرسة عثمان بن عفان الأساسية (بنين)
- مدرسة ذات النطاقين الأساسية (بنات)
- مدرسة أبو جلفة المتوسطة (بنين)
- مدرسة برّ الوالدين المتوسطة (بنات)

الثانوي:
- مدرسة أبو جلفة الثانوية (بنين)
- مدرسة محمد أحمد عقيد الثانوية (بنات)

رياض الأطفال:
- روضة الشهيد
- روضة الإحسان القرآنية الخاصة
- مجمع رياض الأطفال (يضم روضتي عثمان بن عفان وذات النطاقين)

## المساجد والمراكز الدينية
- المسجد العتيق

- مسجد البروفيسور أحمد عباس البدوي
- مسجد الرسالة (أحمد عقيد)
- مسجد الحاج عباس سالم عباس
- مسجد جماعة أنصار السنة المحمدية

- مسجد الطالباب

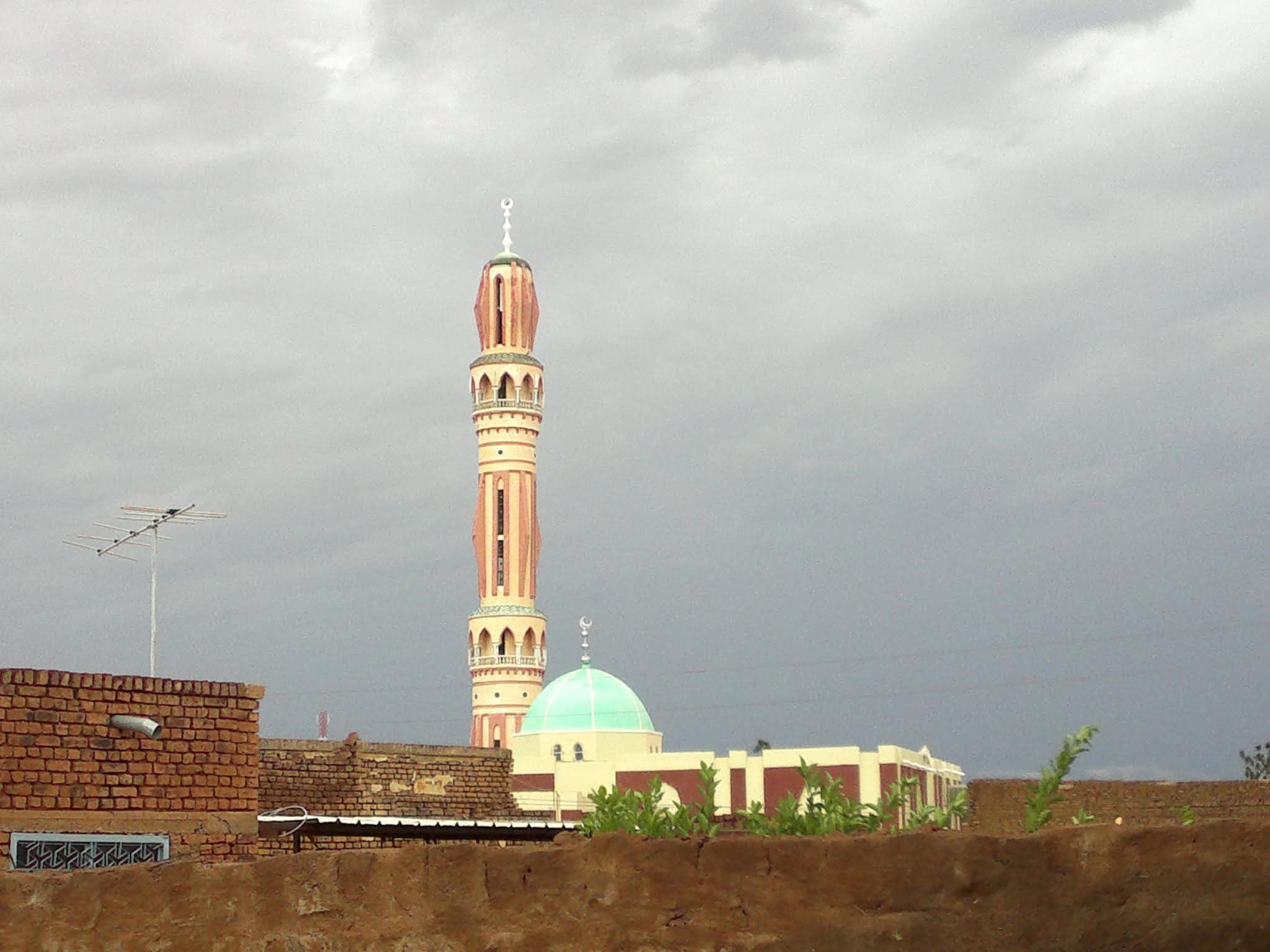
مسجد في قرية أبوجلفة

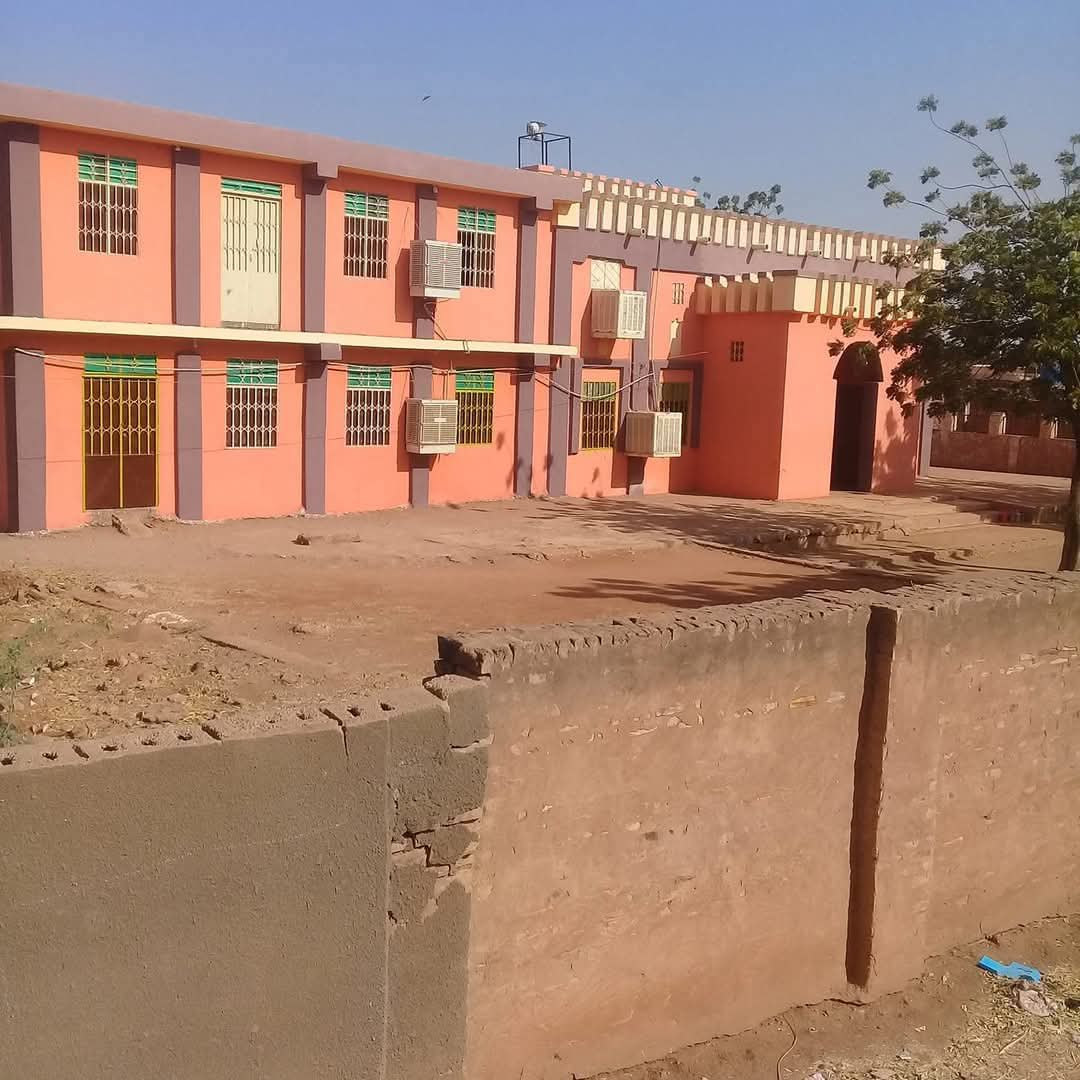
مسجد في قرية أبوجلفة

كما يوجد ملحق "مسيد" تقام فيه حلقات الذكر والحوليات والمناسبات الدينية تحت إشراف الخليفة إدريس.
مراكز تحفيظ القرآن:
- مجمع البروفيسور أحمد عباس البدوي لتحفيظ القرآن الكريم، ويستقبل طلابًا من مناطق متعددة داخل السودان.

## الخدمات الصحية
- مستشفى محمد علي أحمد حمد: مركز صحي يقدم خدمات علاجية لسكان القرية والمناطق المجاورة.

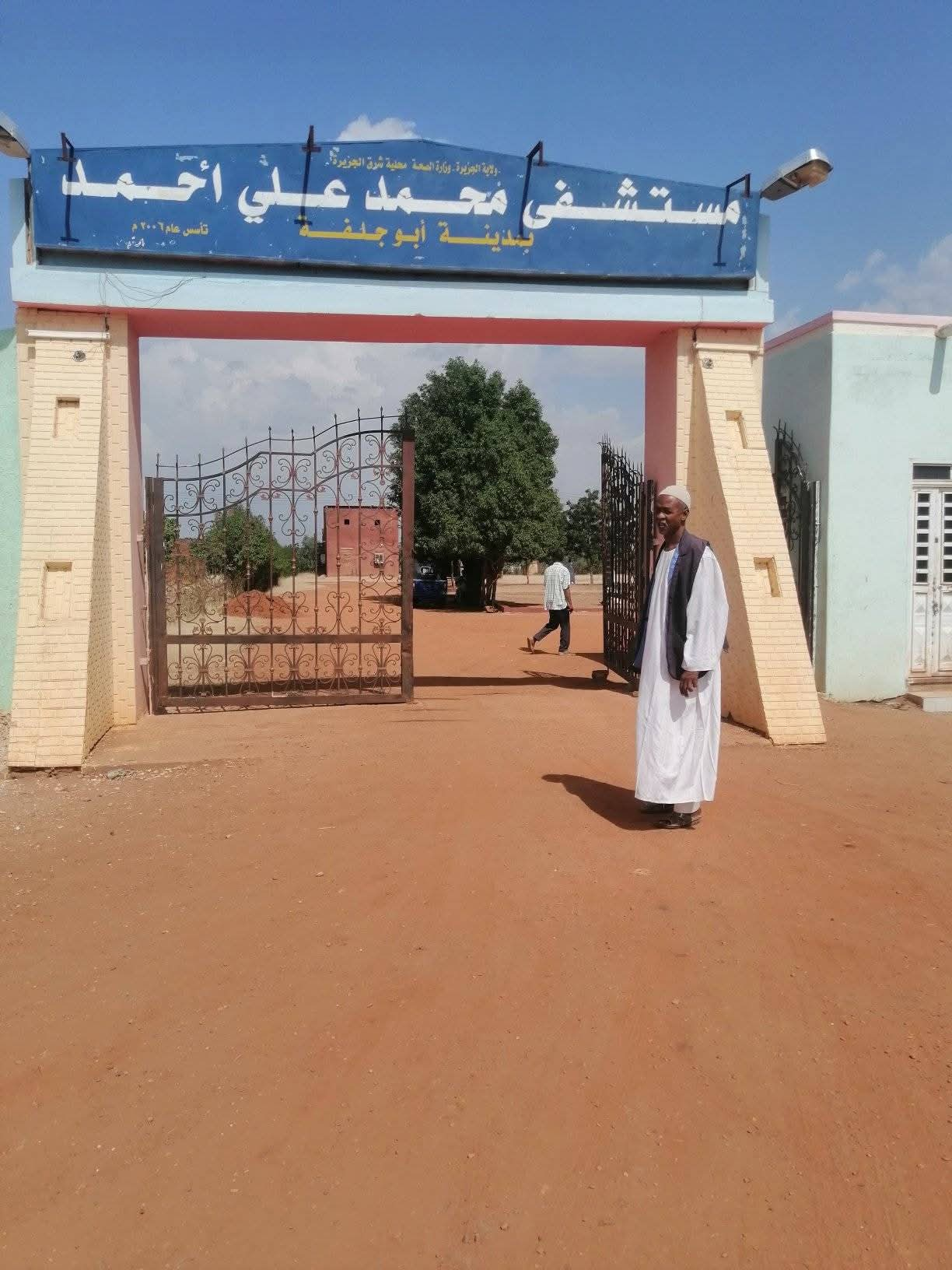
مستشفى في قرية أبوجلفة

## الأمن
- قسم شرطة أبوجلفة: مسؤول عن حفظ الأمن والنظام العام.

## الرياضة
- نادي التاج الرياضي (تأسس عام 1967)

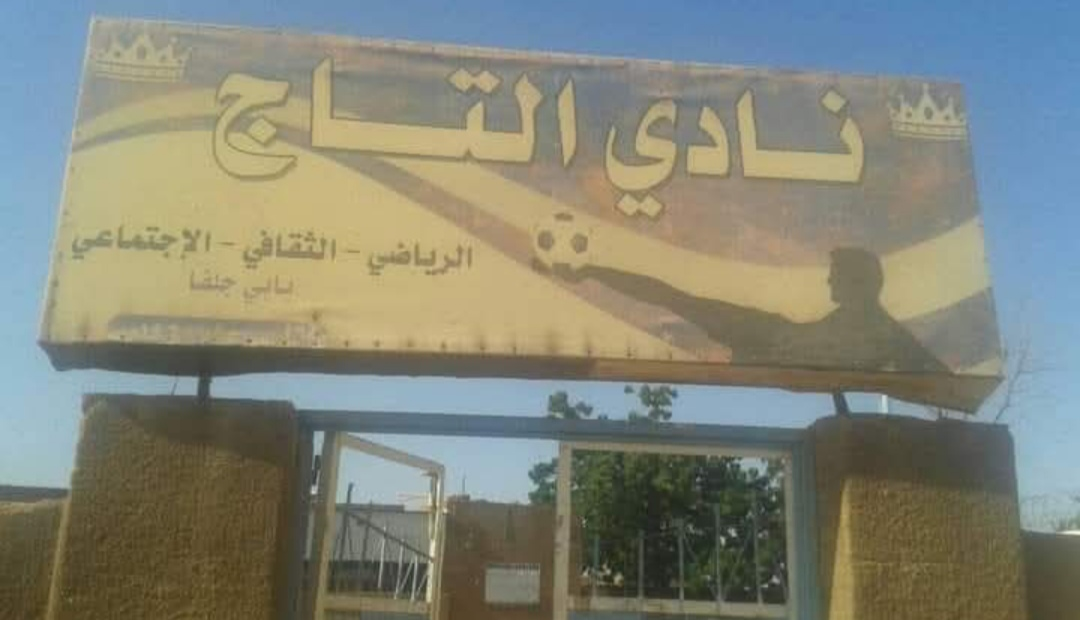
نادي التاج الرياضي في أبوجلفة

- أندية أخرى: التحدي، السهم، الاتحاد

كما تنظم مسابقات محلية مثل دوري الشهداء لكرة القدم.

## الثقافة والمجتمع
تحتوي القرية على:
- متحف بدر كرم الدين: يعرض مقتنيات تراثية وثقافية توثق الحياة اليومية في أبوجلفة.
- فعاليات أدبية وفنية: في مجالات مثل الموسيقى، الأدب، الرسم، التطريز، العمل التطوعي.

## مشاريع وخدمات تنموية
- افتتاح مستشفى أبوجلفة
- تدشين مشروع طريق أبوجلفة لتحسين الربط بالمناطق المجاورة

## شخصيات بارزة
- محمد علي أحمد حمد – محافظ البطانة الأسبق
- عثمان أحمد حمد – ممثل ومخرج مسرحي
- عبد الوهاب مختار حمد – مغني سابق
- عبد الله الصديق عبد القادر – معلم ومشرف تربوي
- البروفيسور أحمد عباس البدوي – مؤسس مجمع تحفيظ القرآن
- البروفيسور عبد الرؤوف أحمد عباس – مدير جامعة البحر الأحمر الأسبق
- البروفيسور حمودي أحمد سعيد – مؤسس ومدير جامعة
- البروفيسور محمد خالد عبد الرحمن – مدير جامعة البطانة السابق